# Powiat de Przysucha
 (septembre 2024).
Si vous disposez d'ouvrages ou d'articles de référence ou si vous connaissez des sites web de qualité traitant du thème abordé ici, merci de compléter l'article en donnant les références utiles à sa vérifiabilité et en les liant à la section « Notes et références ».
Le powiat de Przysucha (polonais : powiat przysuski) est un powiat (district) de la voïvodie de Mazovie, dans le centre-est de la Pologne.
Il est né le 1er janvier 1999, à la suite des réformes polonaises de gouvernement local passées en 1998. 
Le siège administratif du powiat est la ville de Przysucha, seule ville du district, et qui se trouve à 98 kilomètres au sud de Varsovie, capitale de la Pologne. 
Le district couvre une superficie de 800,68 kilomètres carrés. En 2006, sa population totale est de 43 822 habitants, avec une population pour la ville de Przysucha de 6 245 habitants et une population rurale de 37 577 habitants.

## Powiaty voisines
Le powiat de Przysucha est bordée des districts de : 
- Grójec au nord ;
- Białobrzegi au nord-est ;
- Radom à l'est ;
- Szydłowiec au sud-est ;
- Końskie au sud-ouest ;
- Opoczno et Tomaszów Mazowiecki à l'ouest.

## Division administrative
Le powiat comprend huit communes :

Carte du powiat

- une commune urbaine-rurale : Przysucha ;
- sept communes rurales : Borkowice, Gielniów, Klwów, Odrzywół, Potworów, Rusinów et Wieniawa.

| Gmina           | Type         | Superficie (km²) | Population (2006) | Siège     |
| Gmina Przysucha | urbain-rural | 181.3            | 12 436            | Przysucha |
| Gmina Wieniawa  | rural        | 104,0            | 5 523             | Wieniawa  |
| Gmina Gielniów  | rural        | 79,2             | 4 824             | Gielniów  |
| Gmina Borkowice | rural        | 86,1             | 4 634             | Borkowice |
| Gmina Rusinów   | rural        | 82,9             | 4 462             | Rusinów   |
| Gmina Potworów  | rural        | 81,9             | 4 288             | Potworów  |
| Gmina Odrzywół  | rural        | 94,8             | 4 185             | Odrzywół  |
| Gmina Klwów     | rural        | 90,5             | 3 470             | Klwów     |

## Démographie
Données du 30 juin 2005:
| Description | Total  | Total | Femmes | Femmes | Hommes | Hommes |
| ----------- | ------ | ----- | ------ | ------ | ------ | ------ |
| Unité       | Nombre | %     | Nombre | %      | Nombre | %      |
| Population  | 43 937 | 100   | 22 175 | 50,47  | 21 762 | 49,53  |
| Urbain      | 6 213  | 14,14 | 3 212  | 7,31   | 3 001  | 6,83   |
| Rural       | 37 724 | 85,86 | 18 963 | 43,16  | 18 761 | 42,70  |

## Histoire
De 1975 à 1998, les différents gminy du powiat actuelle appartenaient administrativement à la Voïvodie de Radom.